# 罗绍威
羅紹威（877年—910年），字端已，唐朝末年魏州貴鄉縣（今河北省大名縣）人，祖籍長沙，任魏博節度使、邺王。羅弘信之子。後梁時，拜其為太師兼中書令。死後，子羅周翰即位。

## 簡介
唐乾宁五年（898年），父亲羅弘信去世后，羅紹威继承父位，称留后，不久，唐朝朝廷正式任命他为魏博節度使，累封检校太尉、兼侍中，封长沙郡王。唐昭宗东迁时，命各道参与修缮洛阳城，罗绍威独力营建太庙，被加封守侍中，进爵为邺王。羅紹威好學，能寫文章，聚書數萬卷，又開館延聘四方之士。羅紹威忌恨老將，牙軍裨校李公佺受冷落，遂密謀刺殺羅紹威，唐昭宗天祐二年七月十三日夜，李公佺發動兵變，焚府舍，未果，出奔滄州，投奔劉守文。
羅紹威遣臧延範向宣武（今河南開封）節度使朱溫求援，朱溫派七萬人馬進入魏博，殺了牙軍八千人，遂解其圍。但羅紹威為了供應朱溫部隊的軍糧，殺牛羊近七十萬，離開時，又送銅錢百萬，蓄積為之一空，魏博從此衰弱。羅紹威悔道：“合六州四十三縣鐵，不能為此『錯』（三關，一指錯刀、二指錯刀錢，三指「錯誤」）也！”表面上說自己六州四十三縣的實力都鑄造不起朱溫這把錯刀，或者說賠不起朱溫金錢，其實是在說自己犯下大錯，後演為成語「鑄成大錯」。
羅紹威娶泰宁军节度使赠太师刘仁遇第三女秦国夫人，有四子：长子罗廷规娶安阳公主，又娶金华公主，官至天雄军节度副大使、检校太傅、驸马都尉，早卒，赠侍中。次子羅周翰，后袭节度使，官至义成军节度使、检校太傅、驸马都尉，也早卒，赠侍中。三子罗周敬，后晋竭诚匡定保乂功臣、特进、检校太保、右金吾卫上将军、兼御史大夫、上柱国、长沙郡开国公、食邑一千八百户、食实封一百户，赠太傅。四子罗周胤，曾任保大军行军司马、检校兵部郎中、兼御史大夫、柱国、赐紫金鱼袋，后晋年间仍在世。罗周翰和罗周敬能确定是刘氏所出。

## 延伸阅读
[在维基数据编辑]
 《新唐書/卷210》，出自《新唐書》
 《舊五代史/卷14》，出自薛居正《舊五代史》
 《新五代史·卷39》，出自歐陽修《新五代史》